# Назин, Владимир Иванович
Влади́мир Ива́нович На́зин (7 октября 1934, с. Федоровка, Мелитопольский район, Запорожская область — 25 сентября 1994, Екатеринбург) — советский и российский поэт. Член Союза писателей СССР.

## Биография
Родился в крестьянской семье.
В 1950 году, по окончании семилетней школы, вместе с семьей переехал в Донбасс — в город Горловку Сталинской области, где отец стал работать проходчиком на шахте. В 1954 году окончил Горловский горный техникум имени К. А. Румянцева.
Проходил срочную службу в Советской Армии. Демобилизовавшись, трудился на шахте, в многотиражной газете, затем снова на шахте. В издательстве «Донбасс» вышло два сборника: «Парень из Донбасса» и «Большая Медведица».
В 1969 году переехал в Свердловск. Работал редактором заводского радио, в региональной молодёжной газете «На смену!», в газете «Огни коммунизма» (завод Уралэлектротяжмаш), разнорабочим в Управлении Свердэнергоспецремонт. В 1975 году заочно окончил Литературный институт имени А. М. Горького при СП СССР.
Автор семи книг стихов. Первое стихотворение опубликовал в горловской городской газете «Кочегарка» (1952). Печатался в журналах «Огонек», «Урал», «Уральский следопыт», в коллективных сборниках, в газетах «Правда», «Красная звезда», «Литературная Россия».
Писал о труде, о родине, о солдатской службе…. Некоторые стихотворения положены на музыку. Стихи В. Назина переводились на украинский язык.
Член Союза писателей СССР с 1979 года. Член КПСС с 1961 года.
Скончался 25 сентября 1994 года. Похоронен на Восточном кладбище Екатеринбурга.

### Семья
Сын — Сергей.

### Книги
- Назин В. Парень из Донбасса: стихи. — Сталино, 1961. — 28 с.
- Назин В. Большая Медведица: стихи. — Донецк, 1967. — 63 с.
- Назин В. Зов крыла: лирика. — Свердловск, 1972. — 83 с.
- Назин В. Ветер веков: стихи. — Свердловск, 1975. — 104 с.
- Назин В. Пятистенка: стихи. — Свердловск, 1979. — 128 с.
- Назин В. Борозды: стихи. — Свердловск, 1984. — 80 с.
- Назин В. Колосья: стихи. — Свердловск, 1987. — 112 с.